# Mörtträsket (Edefors socken, Norrbotten, 736840-173063)
Mörtträsket är en sjö i Bodens kommun i Norrbotten och ingår i Luleälvens huvudavrinningsområde. Sjön har en area på 0,0731 kvadratkilometer och ligger 204,1 meter över havet. Sjön avvattnas av vattendraget Ytterbäcken.

## Delavrinningsområde
Mörtträsket ingår i det delavrinningsområde (736654-173370) som SMHI kallar för Utloppet av Missjöträsket. Medelhöjden är 184 meter över havet och ytan är 16,72 kvadratkilometer. Det finns inga avrinningsområden uppströms utan avrinningsområdet är högsta punkten. Ytterbäcken som avvattnar avrinningsområdet har biflödesordning 3, vilket innebär att vattnet flödar genom totalt 3 vattendrag innan det når havet efter 119 kilometer. Avrinningsområdet består mestadels av skog (65 procent) och sankmarker (22 procent). Avrinningsområdet har 1,68 kvadratkilometer vattenytor vilket ger det en sjöprocent på 10 procent.